# Акалаха
Акалаха (устар. Ак-Алаха) — река в России, в Кош-Агачском районе Республики Алтай. Длина — 126 км. Является водосбором для всех рек плоскогорья Укок.
Берёт начало из Канасского ледника северного склона хребта Южный Алтай, западнее перевала Канас. При слиянии с рекой Джазатор образует реку Аргут.
Высота истока — 2370 м над уровнем моря. Высота устья — 1531,4 м над уровнем моря.
В долине реки на плоскогорье Укок находится курганный могильник пазырыкской культуры Ак-Алаха-1.

## Бассейн
Объекты по порядку от устья к истоку ( км от устья: ← левый приток | → правый приток | — объект на реке ):
- Акалаха

→ Байжигит
← Караалаха
озеро Алахинское
← Акбулак
← Талдыбулак
← Жанжикуль
→ Карабулак
→ Аккол
← Кальджинколь
озеро Кальджин-Коль
озеро Кальджин-Коль-Бас
→ Калгуты
← Музды-Булак
озеро Музды-Булак
← Кара-Чад
→ сток из озера Гусиное
озеро Гусиное
Аргамджи
→ Аргамджи
← Аргамджи
→ Аргамджи
← Аргамджи
← Кара-Булак
озеро Укок
Кара-Булак
→ Бетсу-Канас
← сток из озера Канас
озеро Канас
← Укок
→ сток из озера Белое
озеро Белое